# Amiserica lii
Amiserica lii är en skalbaggsart som beskrevs av Ahrens 2003. Amiserica lii ingår i släktet Amiserica och familjen Melolonthidae. Inga underarter finns listade i Catalogue of Life.